# Новый Гай
Новый Гай (укр. Новий Гай) — село в Чаплинской поселковой общине Каховского района Херсонской области Украины.
Население по переписи 2001 года составляло 136 человек. Почтовый индекс — 75221. Телефонный код — 5538. Код КОАТУУ — 6525484903.

## Местный совет
75221, Херсонская обл., Чаплинский р-н, с. Червоная Поляна, ул. Пушкина, 2